# Lebanon (Nova Jersey)
Lebanon és una població dels Estats Units a l'estat de Nova Jersey. Segons el cens del 2006 tenia 1.830 habitants.

## Demografia
Segons el cens del 2000, Lebanon tenia 1.065 habitants, 458 habitatges, i 287 famílies. La densitat de població era de 472,6 habitants/km².
Dels 458 habitatges en un 30,8% hi vivien nens de menys de 18 anys, en un 50,4% hi vivien parelles casades, en un 9,6% dones solteres, i en un 37,3% no eren unitats familiars. En el 33% dels habitatges hi vivien persones soles el 10,5% de les quals corresponia a persones de 65 anys o més que vivien soles. El nombre mitjà de persones vivint en cada habitatge era de 2,33 i el nombre mitjà de persones que vivien en cada família era de 2,97.
Per edats la població es repartia de la següent manera: un 24,1% tenia menys de 18 anys, un 3,7% entre 18 i 24, un 35,1% entre 25 i 44, un 25,4% de 45 a 60 i un 11,6% 65 anys o més.
L'edat mediana era de 39 anys. Per cada 100 dones de 18 o més anys hi havia 82,4 homes.
La renda mediana per habitatge era de 68.542 $ i la renda mediana per família de 83.436 $. Els homes tenien una renda mediana de 52.316 $ mentre que les dones 37.396 $. La renda per capita de la població era de 34.066 $. Aproximadament el 0,7% de les famílies i el 3,6% de la població estaven per davall del llindar de pobresa.

## Poblacions més properes
El següent diagrama mostra les poblacions més properes.